# Wasserkraftwerk Kammerl
Das Wasserkraftwerk Kammerl ist ein altes Laufwasserkraftwerk zur Erzeugung von Bahnstrom an der Ammer nahe Saulgrub. Es wurde in den Jahren 1897 bis 1899 zur Versorgung der Ammergaubahn gebaut, einer Nebenbahn von Murnau nach Oberammergau, die nach anfänglichen Schwierigkeiten ab 1905 als erste deutsche Bahn planmäßig mit Einphasenwechselstrom niedriger Frequenz betrieben wurde.
Das Wasserkraftwerk Kammerl war bis zu seiner Stilllegung im Jahr 2013 das älteste noch betriebene Bahnkraftwerk dieser Art auf der Welt. Zudem speiste es als eines von nur zwei deutschen Bahnstromkraftwerken (das andere ist Bad Abbach) den erzeugten Strom nicht in das 110-kV-Bahnstromnetz, sondern direkt in die Oberleitung der Ammergaubahn ein. Dies geschah über ein 15-kV-Kabel nach Saulgrub.
In den Jahren 2013 bis 2015 wurde neben dem alten Kraftwerk ein neues mit höherer Leistung gebaut, welches jedoch keinen Bahnstrom mehr erzeugt.

## Technischer Aufbau

### Gebäude
Das Kraftwerk mit einer vergleichsweise unscheinbaren Maschinenhalle liegt etwa vier Kilometer südwestlich von Saulgrub an der Ammer. Das schlicht gehaltene Gebäude ist im Jugendstil errichtet und befindet sich im Wesentlichen noch im ursprünglichen Zustand. In unmittelbarer Nachbarschaft steht ein einfaches Wohnhaus und wenige Meter daneben ein Waschhaus für die früheren Mitarbeiter. Diese Häuser sind heute unbenutzt, da das Kraftwerk automatisiert ist und von der Zentralschaltstelle in München aus überwacht und ferngesteuert wurde. Das Wasserkraftwerk Kammerl steht unter Denkmalschutz und ist unter dem Aktenzeichen D-1-80-129-10 in der Denkmalliste des Bayerischen Landesamtes für Denkmalpflege erfasst.
Zum Denkmal gehören unter demselben Aktenzeichen auch der 1400 Meter lange Kanal mit Tunnel und Aquädukt über die Halbammer, die 
Rohrleitung zum Kraftwerk, das Waschhaus (zweigeschossiger kleiner Flachsatteldachbau) und das Dienstwohnhaus (zweigeschossiger gegliederter Backsteinbau mit Satteldach).

### Maschinen
In der Halle stehen drei Maschinensätze, die jeweils aus einer Francis-Turbine, einem Schwungrad mit Kupplung und einem Bahnstromgenerator bestehen. Die von Voith gelieferten Turbinen haben einen Durchfluss von maximal 2,03 m³/s, eine Drehzahl von 240/min und eine Nennleistung von 367 kW bzw. 500 PS. Die Schwungräder mit einem Durchmesser von 3,30 m haben eine Kranzmasse von 5200 kg. Die Generatoren mit einer Leistung von jeweils 280 kW stellten Einphasenwechselstrom bei 5500 V und 16 Hz bereit. Bei der Umstellung in den Jahren 1951–1953 wurde die Anlage auf den allgemein üblichen Bahnstrom von 15 kV und 16 ⅔ Hz umgebaut. Außerdem gibt es noch ein Eigenbedarfsaggregat, das Dreiphasenwechselstrom bei 400 V und 50 Hz liefert, wobei Überschüsse in die 20-kV-Leitung der E.ON Bayern eingespeist wurden.

### Wasserführung
Das Kraftwerk wird mit Wasser betrieben, das aus der Ammer abgeleitet und über einen Kanal mit einem Stollen und einem Aquädukt und zuletzt einem unterirdischen Druckrohr zum Kraftwerk geleitet wird.

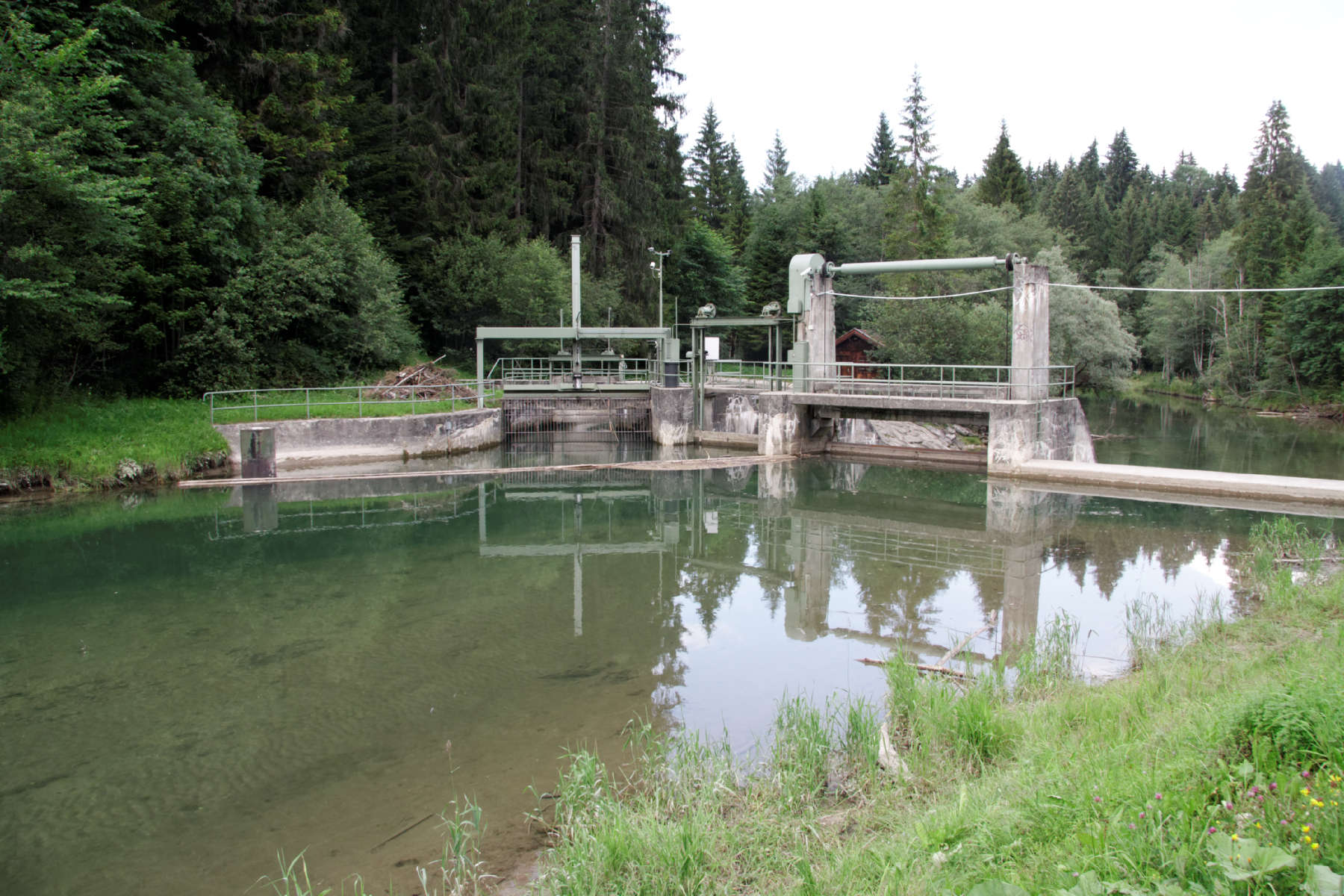
Ammerstauwehr

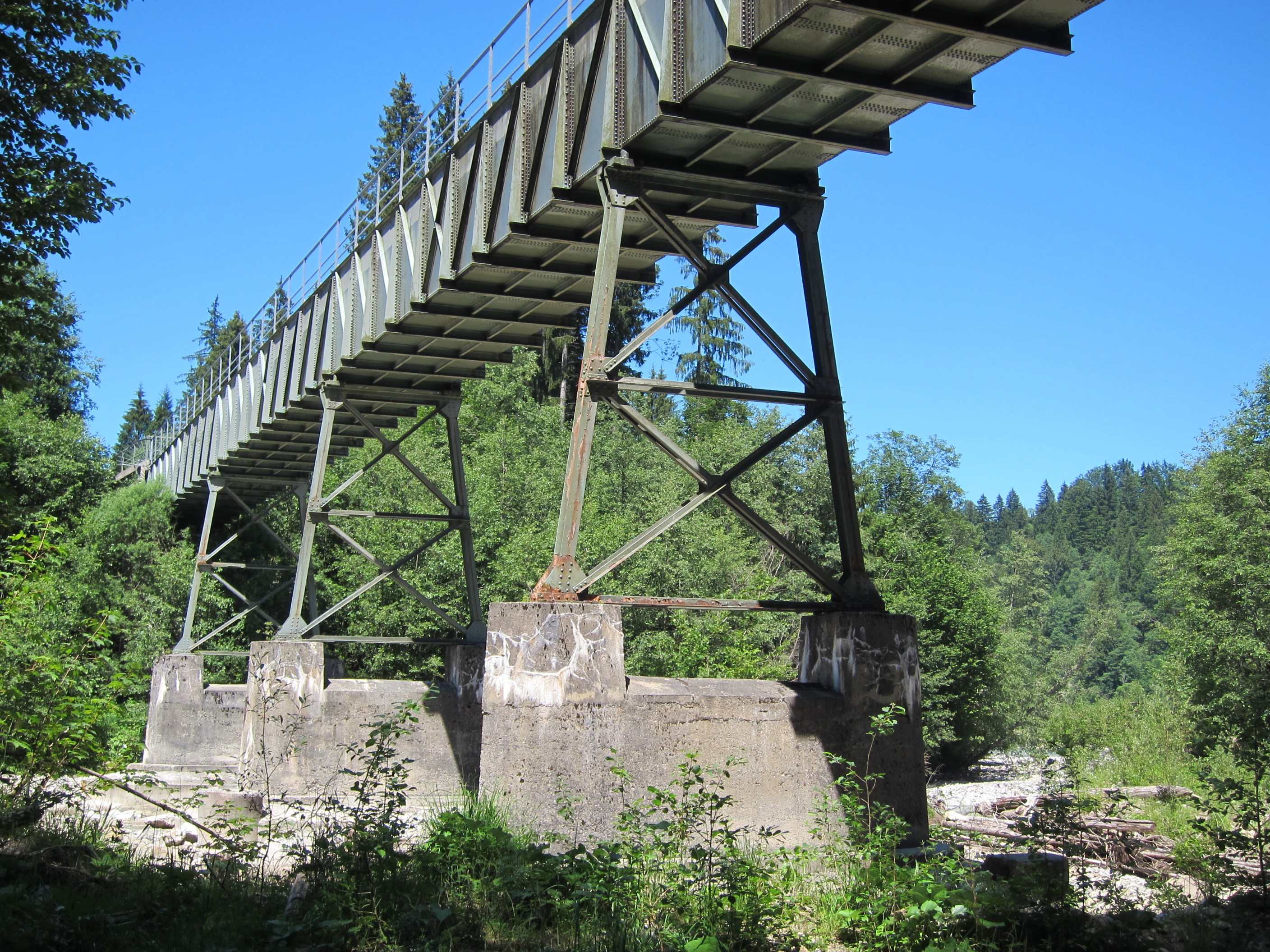
Aquädukt

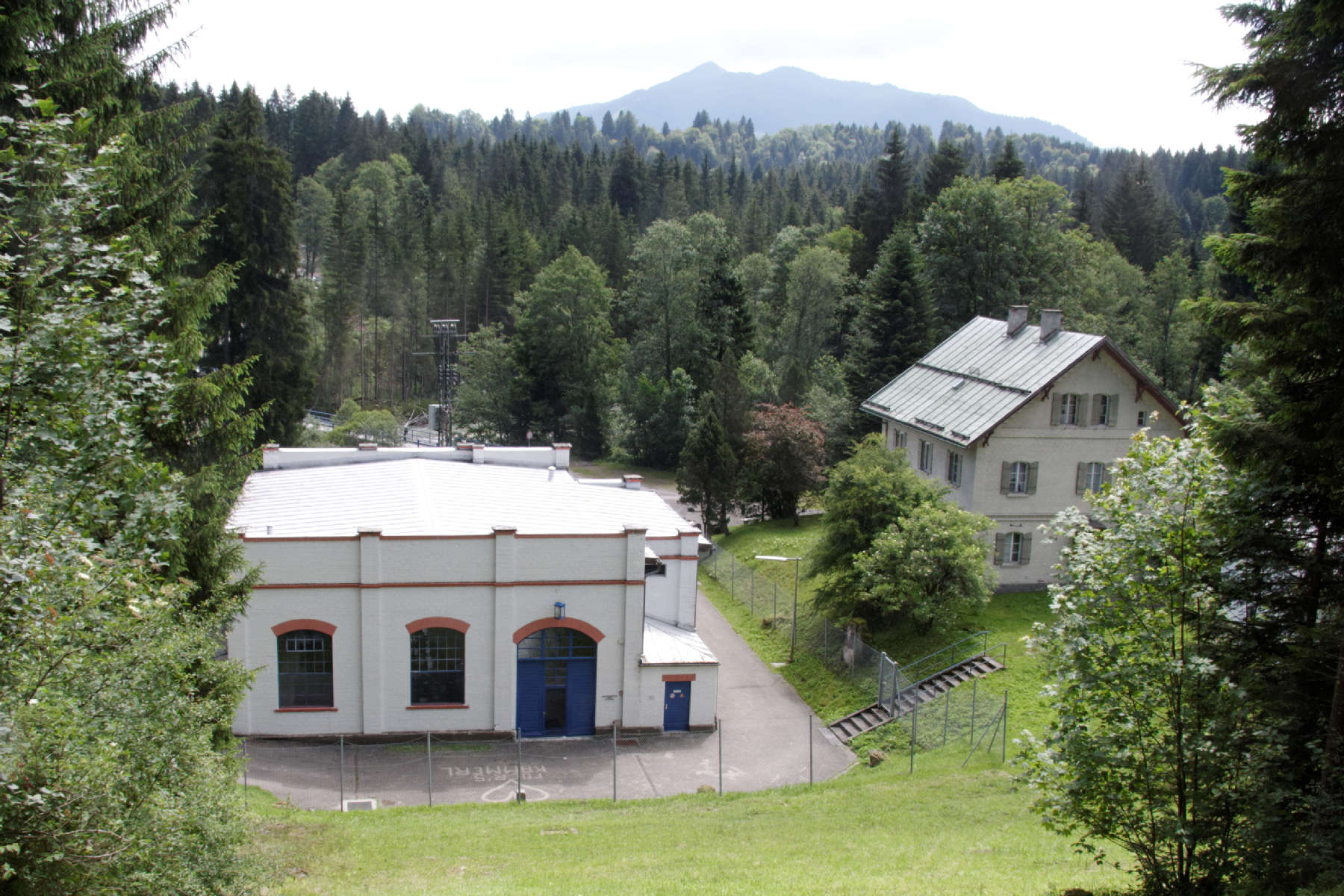
Außenansicht vor der Sanierung (2011)

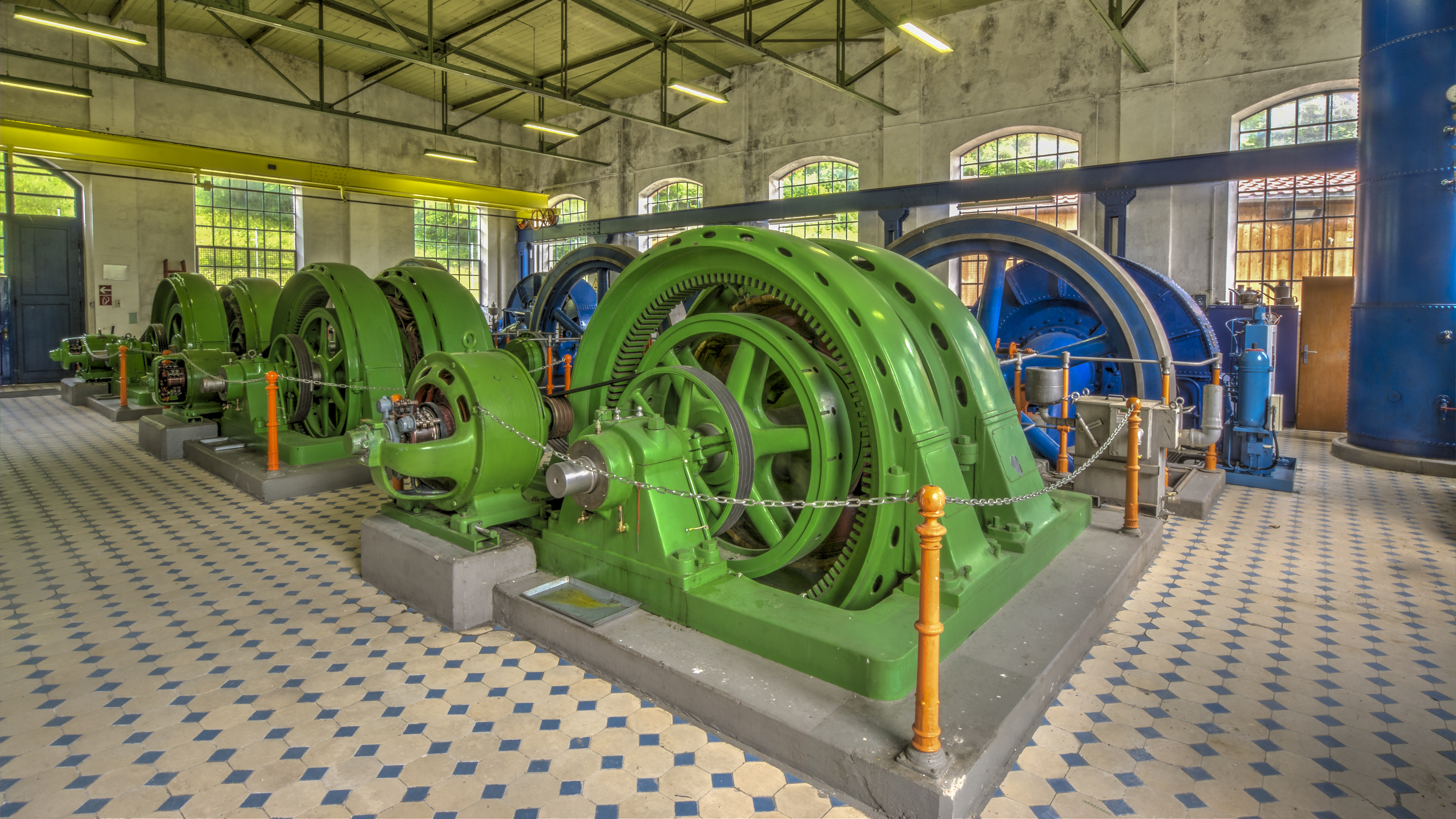
Maschinenhalle vor der Sanierung

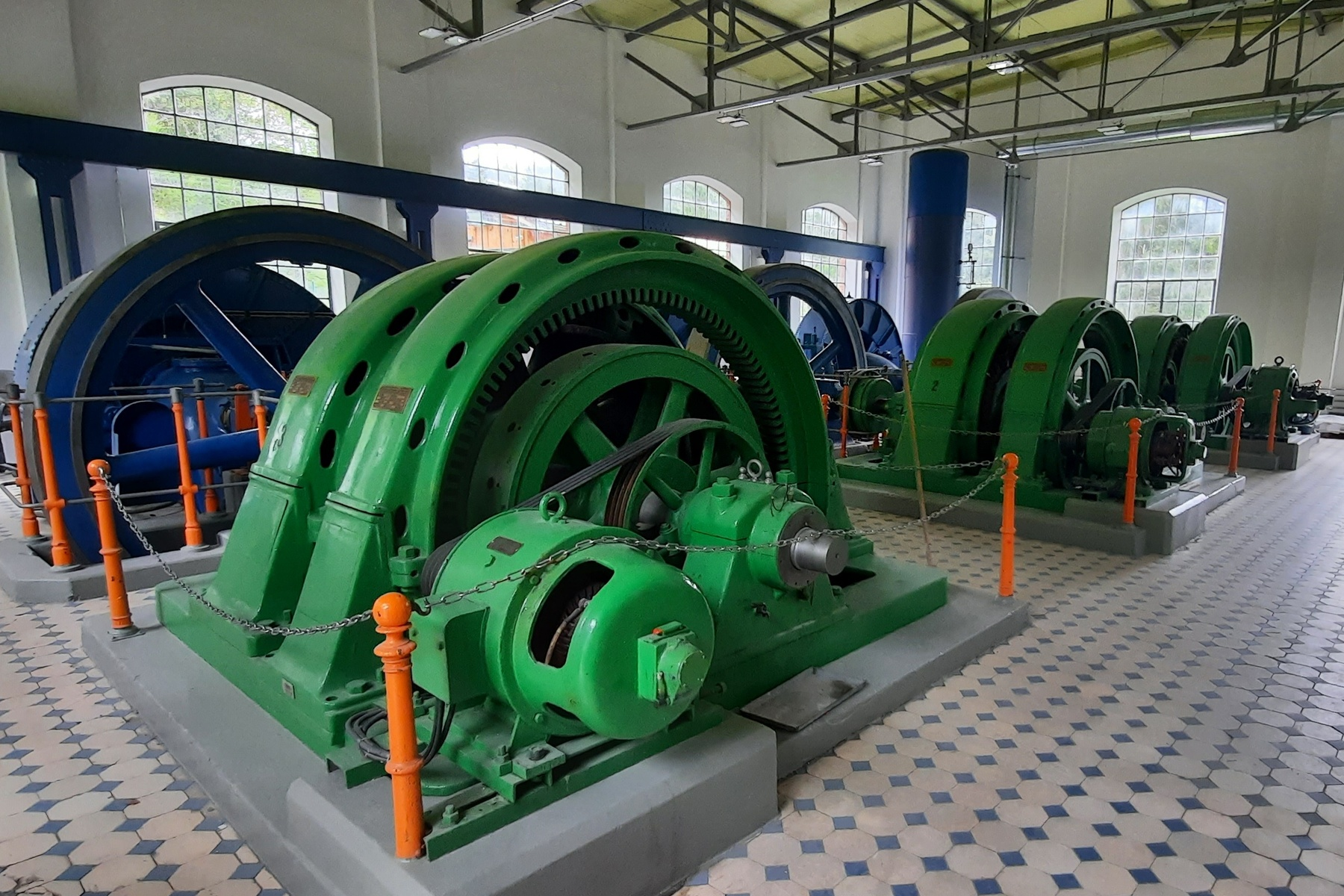
Maschinenhalle nach der Sanierung (2023)

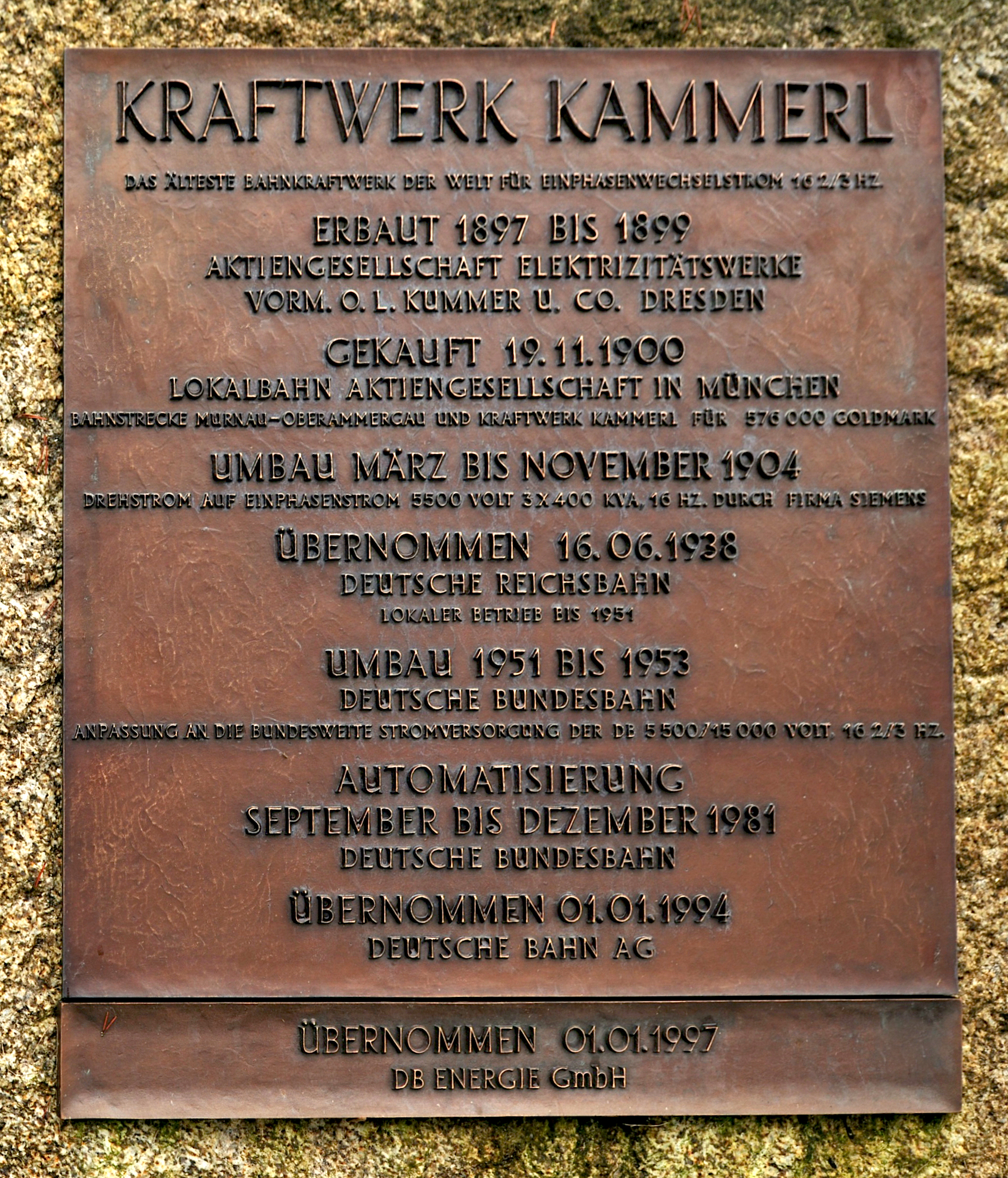
Bronzetafel zum Wasserkraftwerk Kammerl auf dem Gelände

Das Wasser wird bei Altenau südwestlich von Saulgrub an einem Stauwehr mit Einlaufbauwerk, Schmutzrechen und automatischer Reinigungsanlage aus der Ammer in einen insgesamt 1490 m langen Kanal geleitet, der mit einem Gefälle von 0,67 ‰ zum Kraftwerk führt. Der Kanal ist an der Sohle 1,50 m breit und 1,52 m tief. Schon nach 162 m verschwindet er in einem 184 m langen Stollen. Dieser Stollen endet unmittelbar auf einem Aquädukt hoch über die Halbammer. Der Aquädukt trägt einen eisernen, 81,4 m langen, 2,50 m breiten und etwa gleich hohen kastenförmigen Kanal. Der Aquädukt ist zwar begehbar, aber für Unbefugte gesperrt. Anschließend folgt ein 1063 m langer, offener Kanal, der in einem S-förmigen Bogen verläuft und oberhalb des Kraftwerks endet. Über ein kleines Einlaufbauwerk mit einem automatischen Schmutzrechen und vollautomatischer Einarm-Reinigungsanlage gelangt das Wasser in einem unterirdischen Druckrohr aus genietetem Stahlblech mit einem Durchmesser von 2 m zu den 18 m tiefer gelegenen Turbinen im Maschinenhaus. An das Druckrohr schließt sich ein weiteres Rohr mit 1,3 m Durchmesser an, das in einer Ecke des Maschinenraums 5,40 m senkrecht nach oben geführt und am Ende verschlossen ist. Das Luftpolster an seinem Ende dient als Druckkessel zum Ausgleich der Druckschwankungen beim An- und Abschalten der Turbinen. Die Turbinen sind über sogenannte Saugrohre mit dem 6 m tiefer liegenden Auslaufkanal verbunden, so dass sich ein Nutzgefälle von 24 m ergibt. Der betonierte Auslaufkanal leitet das Wasser nach rund 120 m wieder in die Ammer. Wasser, das von abgeschalteten Turbinen nicht verbraucht wird, fließt hinter dem kleinen Einlaufbauwerk über einen steilen, Leerschuss genannten Betonkanal ebenfalls wieder in die Ammer.

## Geschichte
1897 erhielt die Actiengesellschaft Elektrizitätswerke vormals O. L. Kummer & Co. die Konzession zum Bau und Betrieb einer Eisenbahnstrecke von Murnau nach Oberammergau. Die 24 km lange, eingleisige Strecke sollte elektrisch betrieben werden, gleichzeitig sollte die Umgebung mit Strom versorgt werden. Dazu wurde das Wasserkraftwerk Kammerl etwa vier Kilometer westlich der Streckenmitte errichtet. Es hatte zwei Francis-Turbinen mit liegender Welle und Generatoren zur Erzeugung von Dreiphasenwechselstrom mit 5000 V und 40 Hz. An der Strecke sollten Transformatoren die Spannung auf 800 V transformieren. Das Kraftwerk kostete etwa 800.000 Mark und wurde 1899 fertiggestellt. Der elektrische Zugbetrieb scheiterte jedoch an damals noch nicht gelösten technischen Problemen. Die Bahn wurde deshalb zunächst mit Dampflokomotiven betrieben, das Kraftwerk versorgte die umliegenden Gemeinden.
Nachdem die Betreibergesellschaft 1901 in Konkurs gegangen war, erwarb die Lokalbahn Aktien-Gesellschaft im November 1903 das Kraftwerk und die Bahnlinie zu einem Preis von 576.000 Mark. Sie ließ in der Zeit von März bis November 1904 die Generatoren von den Siemens-Schuckertwerken abbauen und an jeder Turbine ein Schwungrad installieren, das über eine Kupplung mit einem Bahnstromgenerator (mit 280 kW und 350 kVA) für die Erzeugung von Einphasenwechselstrom mit 5500 V und 16 Hz sowie einem weiteren Drehstromgenerator (mit 150 kW und 167 kVA) für die Erzeugung von Dreiphasenwechselstrom mit 5000 V und 40 Hz verbunden wurde. Der Bahnstrom wurde ursprünglich direkt zum Bahnhof Saulgrub geleitet und dort in die Oberleitung der Bahnstrecke eingespeist.
Am 1. Januar 1905 wurde der elektrische Zugbetrieb mit den Triebwagen LAG Nr. 674 bis 677 aufgenommen. Die Ammergaubahn war damit die erste Bahn der Welt, die fahrplanmäßig mit Einphasenwechselstrom niedriger Frequenz betrieben wurde. Damit war auch das Wasserkraftwerk Kammerl bis zu seiner Stilllegung das älteste noch betriebene Bahnkraftwerk dieser Art auf der Welt.
1908 wurde ein fast identischer Maschinensatz ergänzt, der wiederum aus einer Francis-Turbine mit Schwungrad und Kupplung und einem 280-kW-Bahnstromgenerator sowie einem 216-kW-Drehstromgenerator bestand. Außerdem gab es zwei Erregermaschinensätze bestehend aus je einer Francis-Turbinen mit einer Leistung von 30 PS und Gleichstromgeneratoren mit je 20 kW Leistung. Dazu kam eine später nachgerüstete Erregermaschine, die von einem Drehstrommotor angetrieben wurde.
Das Kraftwerk erzeugte etwa zwei Drittel Bahnstrom und ein Drittel Strom für das öffentliche Stromversorgungsnetz, der ab 1. Juni 1926 an die Amperwerke Elektricitäts-AG geliefert wurde.
Am 16. Juni 1938 wurden das Kraftwerk und die Bahnlinie von der Deutschen Reichsbahn übernommen. Die Stromversorgung des Umlands wurde dabei eingestellt. Dazu wurden die Schleifringe, Läuferpole und Ständerwicklungen aus den Drehstromgeneratoren ausgebaut, der Läufer und der Ständer der Einfachheit halber aber belassen.
Während die Deutsche Reichsbahn schon längst mit 15.000 V und 16 ⅔ Hz fuhr, wurde der Inselbetrieb der vom Kraftwerk Kammerl mit 5500 V und 16 Hz versorgten Ammergaubahn bis zu den Umbauten von 1951 bis 1953 beibehalten, als das Kraftwerk und die Bahn auf den allgemein verwendeten Bahnstrom umgestellt und je ein Einphasentransformator pro Maschinensatz und eine Schaltanlage installiert wurden. Dabei wurde die Maschinenanlage auch auf 16 ⅔ Hz umgebaut.
In den 1980er-Jahren wurde die Regelung der Leitschaufeln der Hauptturbinen umgestellt auf elektronische Regler mit hydraulischem Stellantrieb. Die ursprünglich über eine Schalttafel in der Maschinenhalle gesteuerte Anlage wurde automatisiert und zunächst von Murnau aus überwacht und gesteuert. Seit 1993 geschah dies von der Zentralschaltwarte in München aus, die den Betrieb des süddeutschen 15-kV-Oberleitungsnetzes führt.
Bei der Gründung der DB Energie GmbH zum 1. Januar 1997 wurde das Werk auf diese übertragen.
Von den beiden kleinen Turbinen ist nur die kleinere erhalten, bei der in den 1990er-Jahren der Gleichstromgenerator durch einen Drehstromasynchrongenerator ersetzt wurde, der Strom mit 50 Hz vorwiegend für den Eigenbedarf erzeugt, wobei Überschüsse jedoch in die 20-kV-Leitung der Isar-Amperwerke bzw. der heutigen E.ON Bayern eingespeist wurden.

## Neubau
Zwischen Mai 2013 und 2015 wurde ein neues Kraftwerk mit einer Nennleistung von 1,2 MW durch DB Energie gebaut. Dabei wurde auch das Ammerwehr neu gebaut. Das neue Kraftwerk erzeugt mit einer Kaplan-Turbine und einem 50 Hz Drehstromgenerator jährlich etwa 7500 MWh Energie, die in das Netz der Bayernwerke eingespeist wird.

## Sanierung

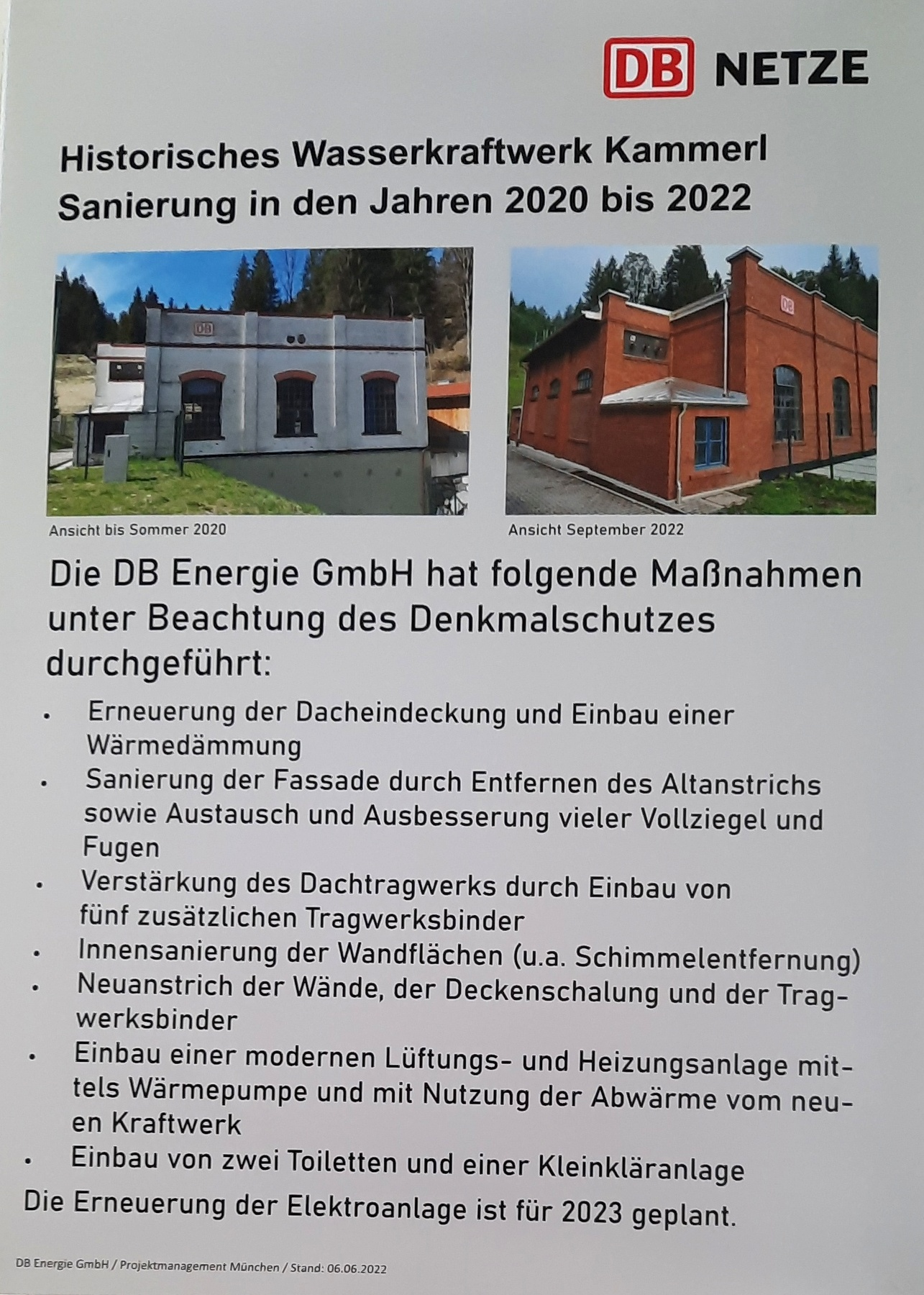
Sanierungsmaßnahmen

Von 2020 bis 2022 wurden von der DB Energie GmbH unter Beachtung des Denkmalschutzes umfangreiche Sanierungsmaßnahmen durchgeführt.

## Besichtigung
Seit dem Abschluss der Sanierungsmaßnahmen bemüht sich der Förderverein historisches Bahnwasserkraftwerk Kammerl e.V., regelmäßig mehrmals im Monat Führungen anzubieten. Zudem ist das Kraftwerk meist am Tag des offenen Denkmals (2. Sonntag im September) geöffnet.